# Endeverafter
Endeverafter — американская рок-группа из Сакраменто, (Калифорния).

## История
Endeverafter образована в 2004 году вокалистом и гитаристом Майклом Грантом. В 2005 году они выпустили свой дебютный EP-альбом и стали давать постоянные концерты в клубах Сакраменто. В 2006 году группа подписала контракт с лейблом Epic Records и уже в 2007 записали свой дебютный альбом From the Ashes of Sin, продюсером которого стал Стейси Джонс. После выпуска их покинул барабанщик Остин Синклер, заменив собой Эрика Гумберта. В новом составе они стали гастролировать по миру, в особенности в Японии, в результате чего были готовы к записи полноценного альбома Kiss Or Kill, в том же году сингл «I Wanna Be Your Man» занимает 25 место в чарте Billboard в жанре рок-музыки, а в 2009 году появляется в первой серии восьмого сезона сериала Клиника. В октябре 2009 года группа начала запись своего второго альбома, который собирались выпустить осенью 2010 года и начать в поддержку этого мировое турне. В ноябре 2010 они выпустили новую песню под названием «Barrel of a Gun» на MySpace.

## Участники
- Майкл Грант — вокал, гитара (2004 — по наши дни)
- Кристиан Маллори — гитара, бэк-вокал (2004 — по наши дни)
- Томми Эндрюс — бас-гитара, бэк-вокал (2004 — по наши дни)
- Эрик Хамберт — барабаны (2006 — по наши дни)

### Бывшие участники
- Остин Синклер — барабаны (2004—2006)

## Дискография
- Blood on the Stage EP (2005)
- From the Ashes of Sin (2007)
- Kiss or Kill (2007)